# Braniówka
Braniówka (Branówka, łac. Branowka, niem. Braniuwka, ros. Бранyвка ukr. Брановка) – część wsi Pobereże w gminie Jezupol. 

## Położenie
osada położona a prawym brzegu Dniestru, 5 km na południowy wschód od Jezupola, 4km od Halicza i 17 km na północny wschód od Stanisławowa.

## Historia

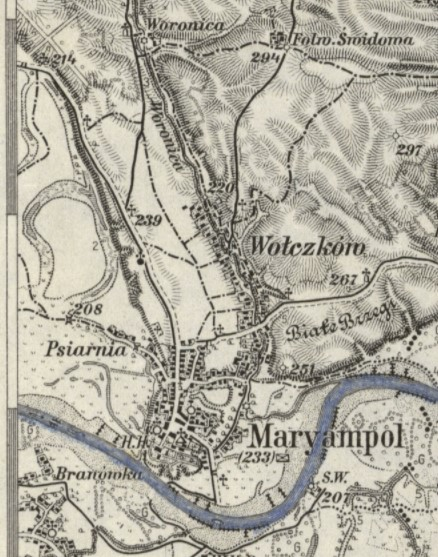
Braniówka (Branówka) na mapie z 1914

W okresie Korony Królestwa Polskiego wieś leżąca w prowincji małopolskiej, województwie ruskim, powiecie halickim.

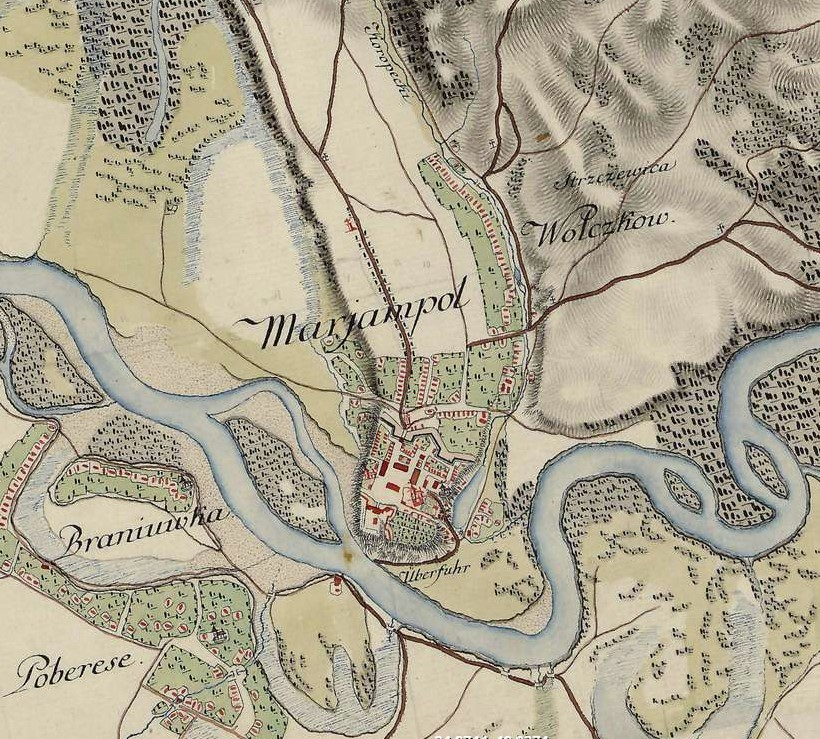
Braniówka (Braniuwka) i Pobereże (Poberese) na mapie z końca XVIII w. z widocznym korytem Dniestru po stronie południowej

W okresie Królestwa Galicji i Lodomerii, w opisaniach urbarialnych z 1789 miasto Mariampol (na mapie z 1914 Maryampol) ujmowane było łącznie z wsią Branówka, gdyż stanowiły jedną gminę katastralną.  Koryto Dniestru przebiegało wówczas po południowej stronie Braniówki, oddzielając ją od Pobereża i łącząc z Mariampolem. Łączna powierzchnia całej gminy wynosiła 2886 mórg 63 sążnie (Mariampol – 2603 morgi 539 2/6 sążnia, Branówka – 282 morgi 1123 4/6 sążnia). W 1854 zamieszkiwało tu 227 osób. 
W 1824 Braniówka należała do klucza marjampolskiego księżnej Anny Jabłonowskiej i należała do parafii rzym. kat. Mariampol. 
W 1855 właścicielem wsi Braniówka był Antonii Kępicz, należała ona do parafii gr. kat. Pobereże. 
W 1870 Branówka opisana jest razem z Pobereżem jako jedna wieś, w której znajdują się znaczne plantacje tytoniu. W 1880 stanowiła (razem z Pobereżem) własność Maryana i Sylwii Kozickich, należy do parafii gr. kat. Pobereże. 
Na pocz. XX, na skutek zaniedbania regulacji Dniestru Pobereże z przysiołkiem Braniówka były wielokrotnie zalewane wodami rzeki przynosząc wielkie szkody i powodując zadłużenie gminy. 
W okresie II Rzeczypospolitej Braniówka była częścią gminy Pobereże w powiecie stanisławowskim województwa stanisławowskiego, a po reformie na podstawie ustawy scaleniowej weszła w skład gminy wiejskiej Jezupol. 
Po II wojnie światowej obszar gminy został odłączony od Polski i włączony do ZSRR, Ukraińskiej SRR, obwód iwanofrankiwski, rejon iwanofrankiwski.
Obecnie, od 17 lipca 2020, decyzją Rady Najwyższej o przeprowadzeniu reformy administracyjno-terytorialnej Ukrainy, gmina Jezupol należy w granicach obwodu iwanofrankiwskiego w rejonie iwanofrankiwskim.